# The Stranger (film, 1995)
Pour les articles homonymes, voir The Stranger.
Pour plus de détails, voir Fiche technique et Distribution.
The Stranger est un film américain réalisé par Fritz Kiersch, sorti en 1995.

## Synopsis
La petite ville de Lakeview, Arizona est complètement sous le contrôle d'un gang de motards. Le shérif est trop effrayé pour faire quoi que ce soit, surtout depuis l'assassinat de sa fiancée qui cherchait à rassembler des preuves pour faire intervenir le FBI. Un jour arrive une mystérieuse étrangère qui ressemble fortement à cette fiancée défunte, sauf qu'elle chevauche une grosse moto et descend les motards du gang sans se poser de question, il s'agit de la jumelle de la fiancée qui cherche à venger sa sœur.

## Fiche technique
- Titre : The Stranger
- Réalisation : Fritz Kiersch
- Scénario : Gregory Poirier
- Photographie : Christopher Walling
- Montage : Tony Mizgalski
- Musique : Kevin Kiner
- Direction artistique : Sandra Grass
- Scénographie : Gary Randall
- Costumes : Vincent Lapper
- Casting : Linda Francis
- Producteurs : Donald P. Borchers (en), Gregory Poirier (coproducteur)
- Société de production : Kings Road Entertainment et Planet Productions
- Pays de production :  États-Unis
- Langue: anglais
- Format : Couleur — Son : Ultra Stereo
- Genre : Film policier, Film d'action
- Durée: 98 min
- Date de sortie : 1995
- Classification: Australie : MA / USA : R (violence, sexe et langage). Interdit aux moins de 12 ans en France. 13+ au québec.

## Distribution
- Kathy Long : l'étrangère
- Andrew Divoff : Angel
- Eric Pierpoint (en) : shérif Gordon Cole
- Robin Lynn Heath : Cordet
- Ash Adams : agent Steve Stowe (comme Jason Adams)
- Ginger Lynn Allen : Sally Womack
- David Anthony Marshall : Harvard
- Nils Allen Stewart : Jonesy
- Danny Trejo : Hawk
- Faith Minton : Kyra
- Sandra Lee Williams : Darlene
- Andre Rosey Brown : Tony Brown
- Sandra Kinder : Franny
- Paul Hampton : Buck

## Commentaires
- On pourrait le voir comme un remake de Il était une fois dans l'Ouest (C'era una volta il West) (1968) et de L'Homme des hautes plaines (High Plains Drifter) (1973).

## Récompenses et distinctions
- nommé aux Young Artist Awards de 1996 pour la meilleure performance d'une jeune actrice (Best Performance by a Young Actress - TV Special) en faveur de Robin Lynn Heath